# Harta (Bács-Kiskun)
Harta es un pueblo ubicado en el distrito de Kalocsa, en el condado de Bács-Kiskun, Hungría.

## Superficie
Posee una superficie de 129,7 kilómetros cuadrados.

## Demografía
Hasta 2019 la población era de 3233 habitantes, con una densidad de población de 24,93 habitantes por kilómetro cuadrado.